# Biffontaine
Biffontaine é uma comuna francesa na região administrativa de Grande Leste, no departamento de Vosges. Estende-se por uma área de 8,88 km². Em 2010 a comuna tinha 413 habitantes (densidade: 46,5 hab./km²).